# Велланд (канал)
Канал Велланд (англ. Welland Canal) — магістральний судноплавний шлях у Канаді, яким керує Корпорація управління морськими шляхами Святого Лаврентія (SLSMC).
Введений в експлуатацію 6 серпня 1932 року канал довжиною 43,4 км, шириною 80 м і глибиною щонайменше 8,2 м з'єднує озеро Ері в Порт-Колборн з озером Онтаріо в Сент-Катарінс і перетинає Ніагарський уступ, використовуючи для цього вісім шлюзів. Він є частиною морського шляху Святого Лаврентія та обходить Ніагарський водоспад.
Канал призначений для вантажних суден розмірного типу Seawaymax максимальною довжиною 225,6 м і максимальною висотою 35,5 м. Дорога займає в середньому одинадцять годин.
Канал Велланд не працює цілий рік. Зазвичай його закривають взимку, коли лід або погодні умови становлять небезпеку для судноплавства та навігації. Зазвичай канал закривається в другій половині грудня і знову відкривається в кінці березня або на початку квітня.
На 4 червня 1924 року Велланд-канал був оголошений «Національною історичною подією» через його важливість у розвитку торгівлі, промисловості та міст навколо Великих озер. Уряд Канади в особі відповідного міністра (зараз це міністр навколишнього середовища) присудив нагороду за пропозицією Ради історичних місць і пам'яток Канади.

## Шлюзи
Перед канадськими будівельниками, які конструювали Морський шлях Святого Лаврентія, стояло завдання збудувати загалом 22 шлюзи. Сьогодні канал долає перепад висот 99,5 метра за допомогою восьми шлюзів шириною 24,4 метра.
Останній шлюз між річкою Велланд і озером Ері необхідний, оскільки рівень води в озері постійно коливається. Такий шлюз, що контролює перепади рівня води, називається Guard lock.
- - Шлюз 1:  43° 13' 3" N 79° 12' 47" W
  - Шлюз 2:  43° 11' 35" N 79° 12' 8" W
  - Шлюз 3:  43° 9' 19" N 79° 11' 35" W
  - Шлюзи 4–6:  43° 8' 3" N 79° 11' 31" W
  - Шлюз 7:  43° 7' 24" N 79° 11' 38" W
  - Шлюз 8:  42° 53' 57" N 79° 14' 46" W

## Мости
Канал перетинає 21 міст. Лише деякі з них достатньо високі для проходження великих кораблів, як, наприклад, міст на Шляху королеви Єлизавети. Інші мости є або підйомними, напр. Підйомний міст Гомера (43 9 57" N 79 11 41,5" W)  Сен-Катарінс (регіональна дорога 81) або як підйомні мости, напр. Міст Кларенс-Стріт (42 53 11,2" N 79 14 56" W), останній міст через канал у Порт-Колборн.

## Обхідний канал Welland By-Pass
Обхідний канал Welland By-Pass забезпечує пряме сполучення між Порт-Робінсоном і Порт-Колборном. Таким чином є змога обійти місто Велланд. Його довжина становить 13,4 кілометра.

## Галерея

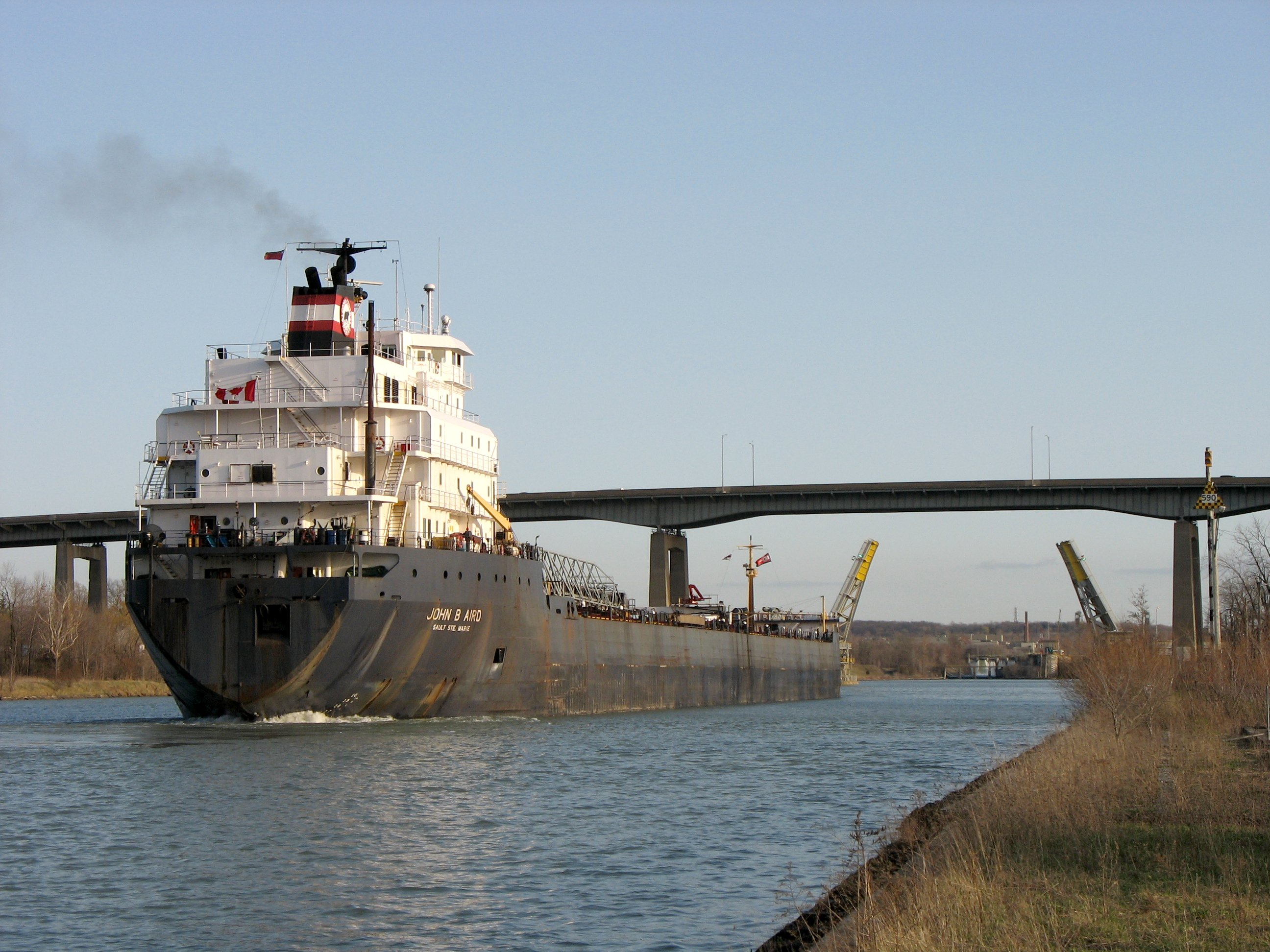
Вантажне судно походить канал Велланд
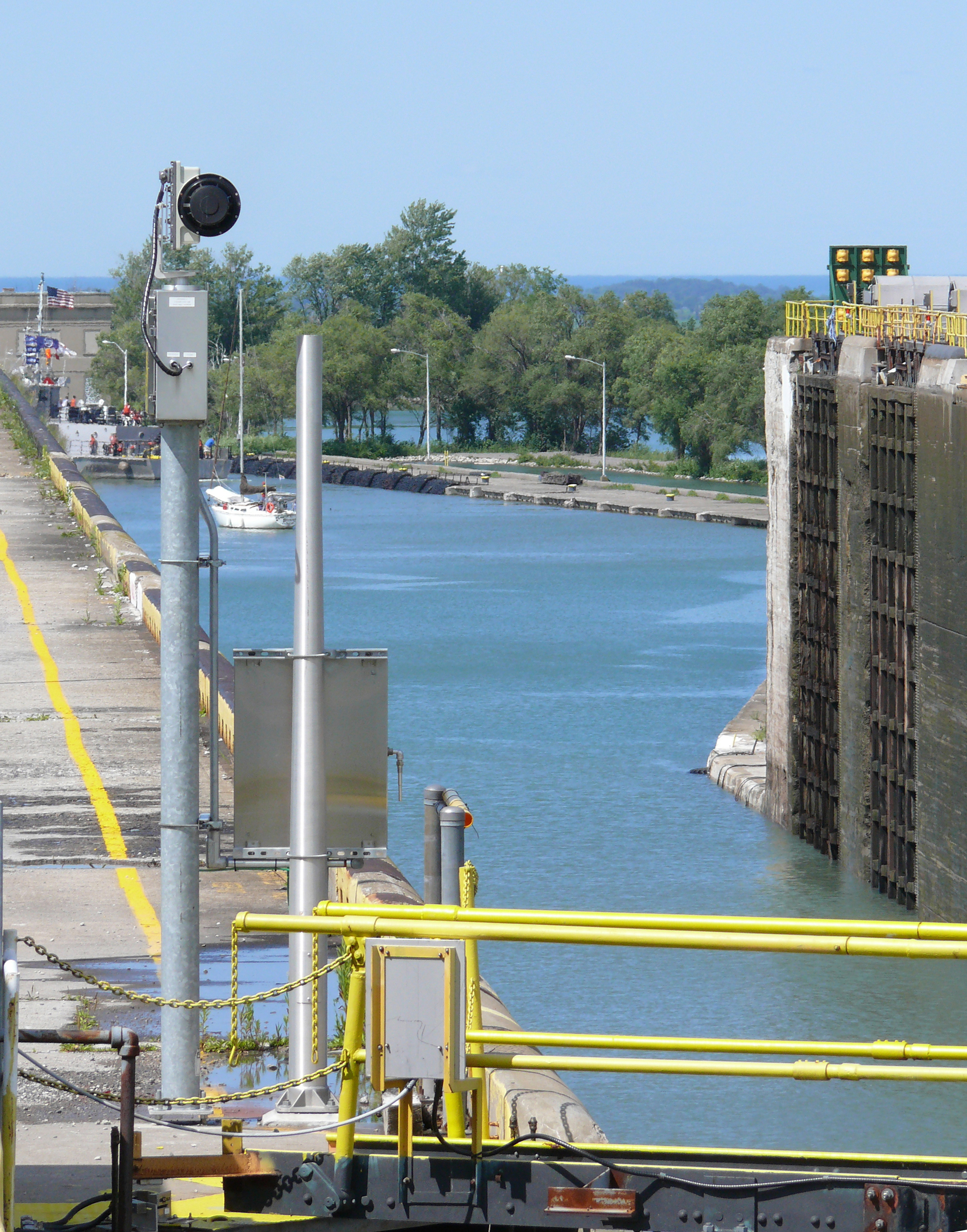
Шлюз 7 коло Торолда
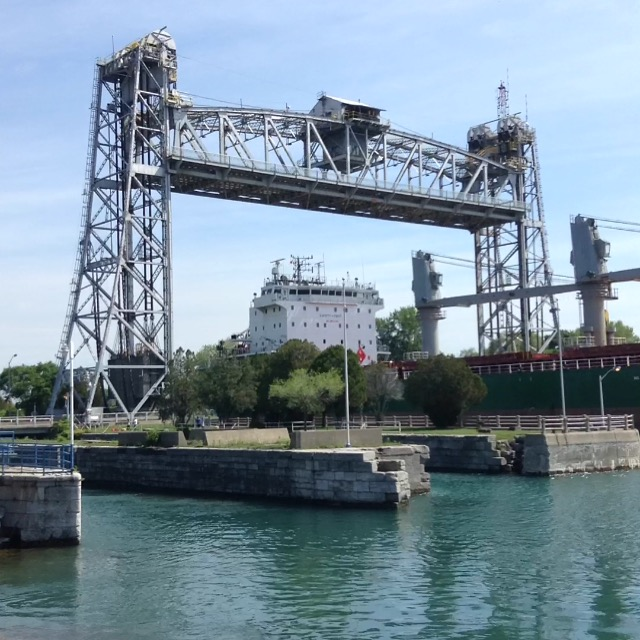
Міст 21 у Порт-Колборн
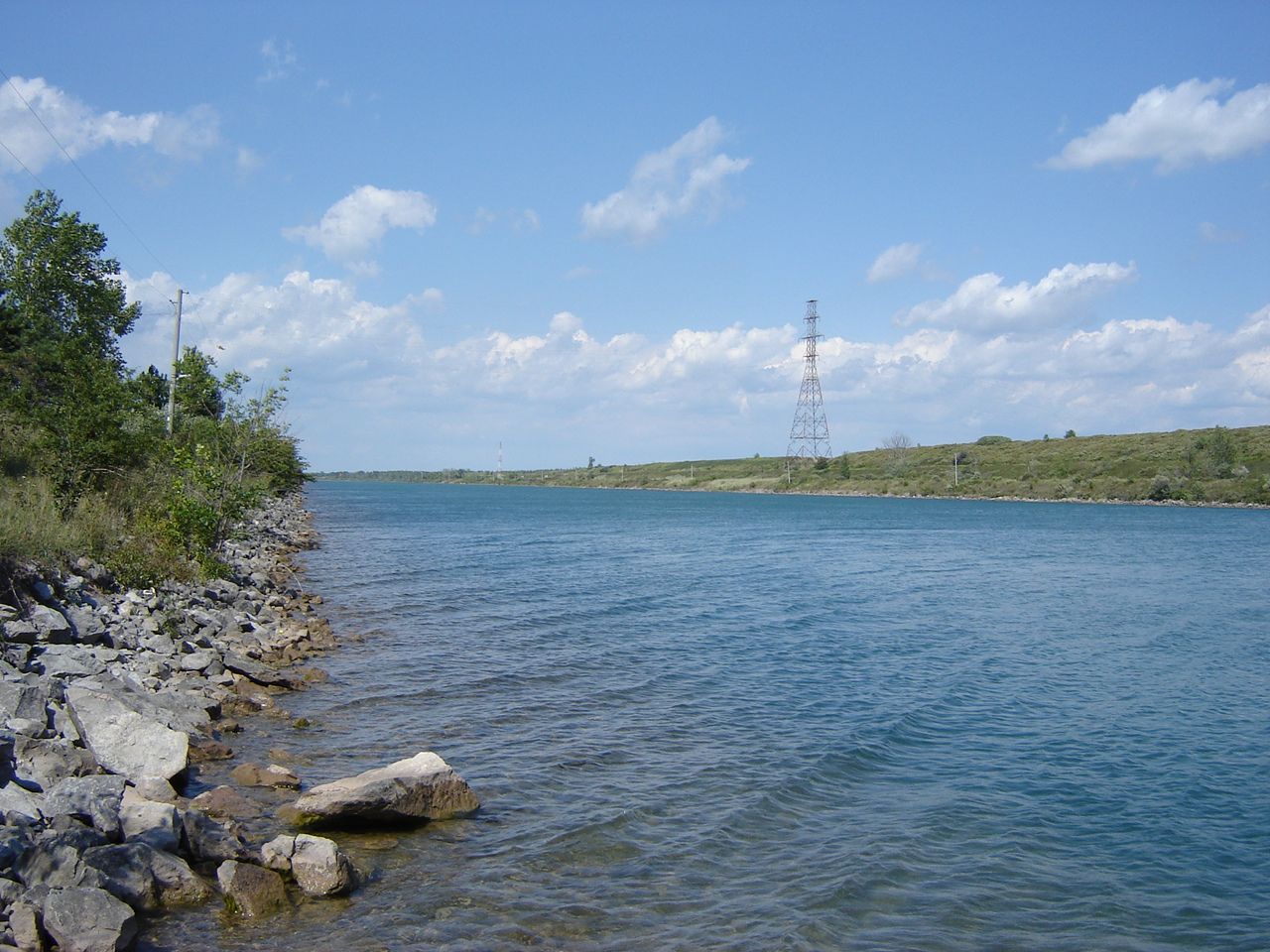
Обхідний канал The Welland By-Pass
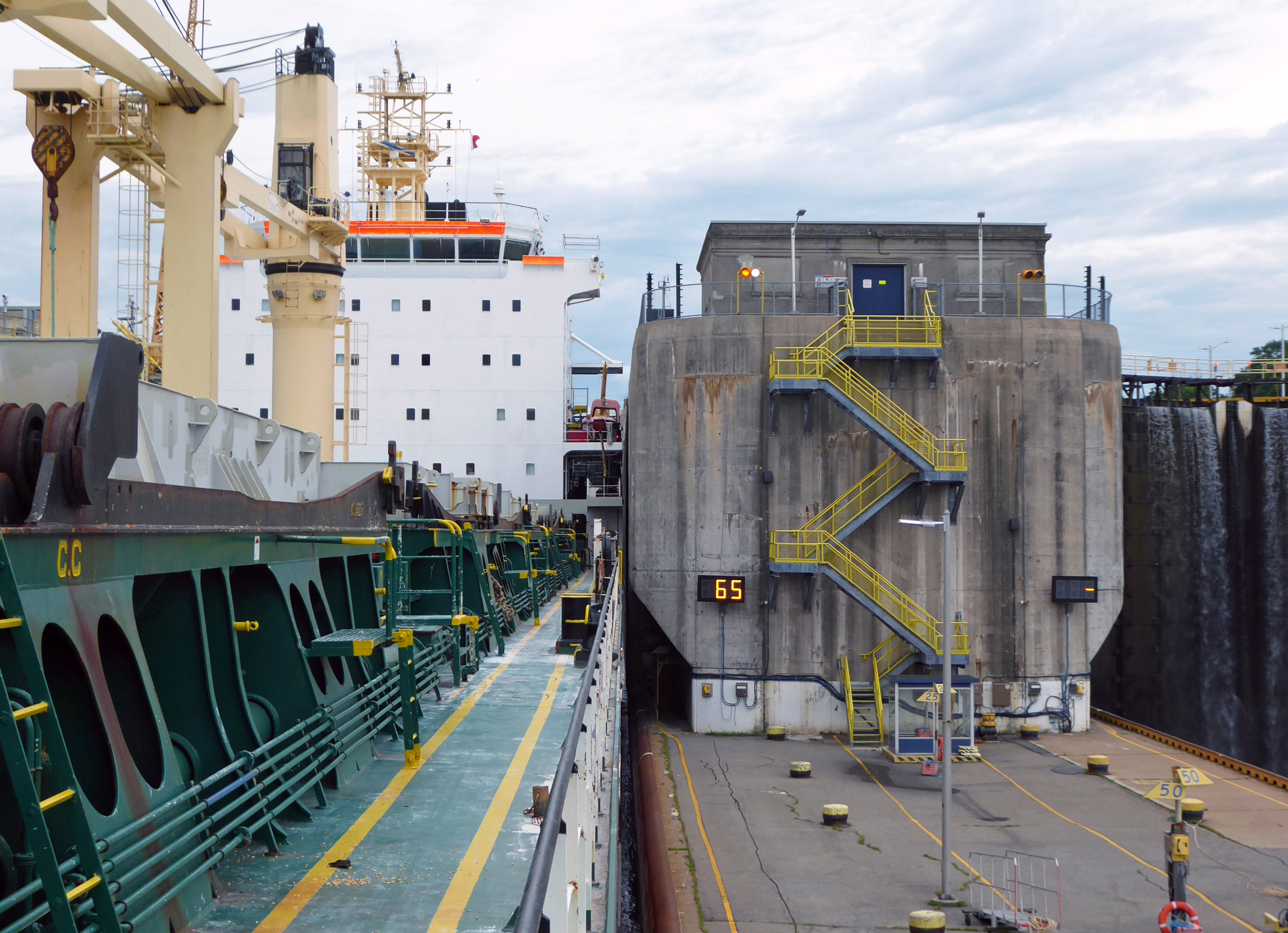
MS Juno в шлюзі
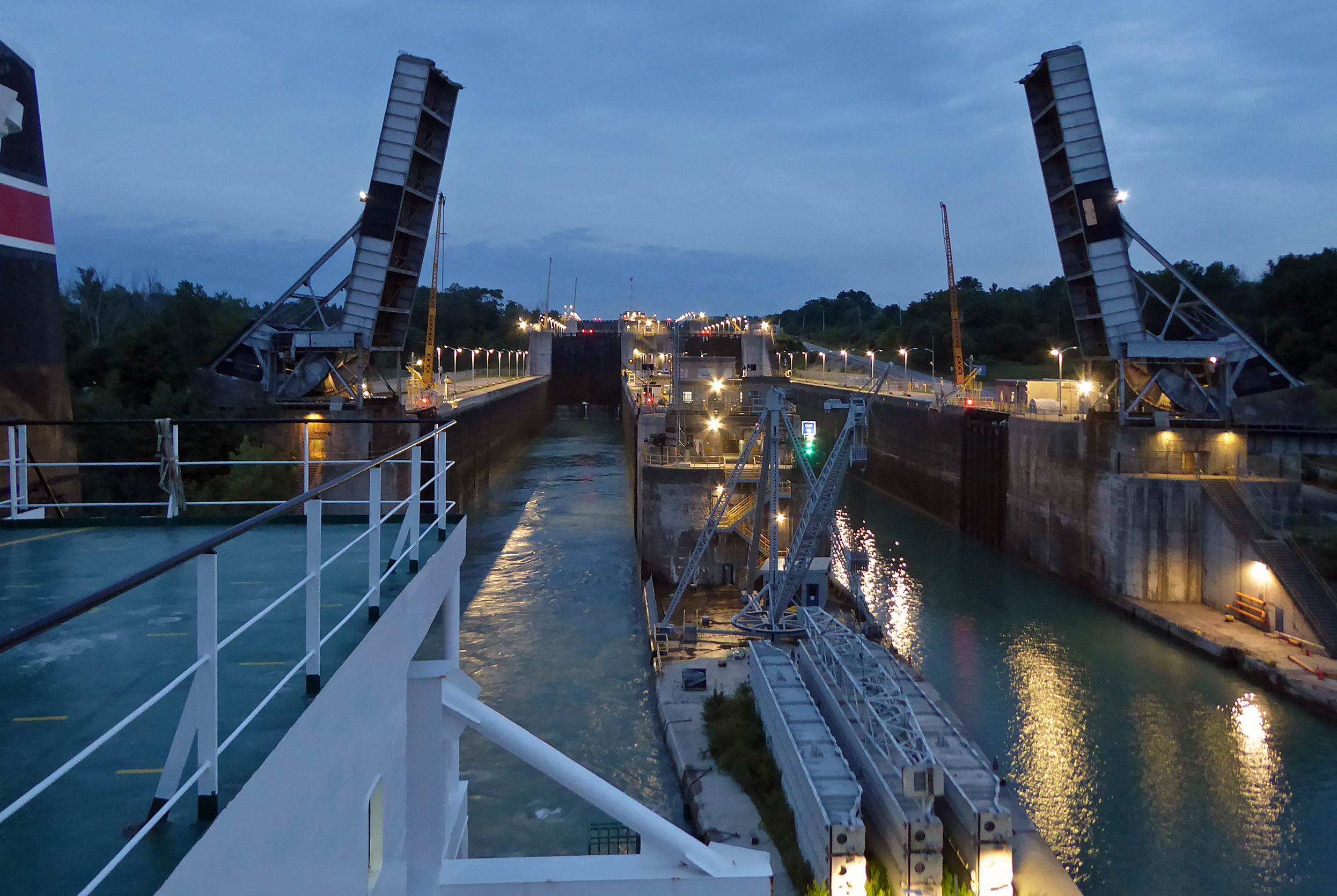
Східчастий шлюз (від шлюзу 1)

## Вебпосилання
- Welland Canal.//The Canadian Encyclopedia. (англ.)(фр.)
- The Evolution of the Welland Canal.// The Canadian Encyclopedia.(англ.)(фр.)
- Історія каналу (англ.)